# Saadet II Giray
Saadet II Giray (? - 1587) fou un efímer kan de Crimea durant els darreres mesos de 1584. Era fill de Mehmed II Giray.
Als quatre mesos de la pujada al tron d'Islam II Giray, Saadet Giray al front dels nogais, va marxar contra el nou kan i es va apoderar de Baghchi-Sarai. Islam II es va refugiar a Kaffa que era territori otomà i va enviar comunicació dels fets al sultà. Özdemiroğlu Osman Pasha, que llavors era gran visir, rebé ordre d'anar a rescatar-lo amb deu mil geníssers i sis mil sipahis que foren enviats a Sinope i van passar l'hivern en aquesta localitat i a Kastamonu, per després anar a Crimea. Però mentre Islam, amb l'ajut dels begs de Kaffa i de gran part de les tribus de Crimea, va lluitar contra Saadet a les planes d'Andal. Esni Beg i alguns altres caps dels nogais van morir i Saadet Giray va fugir.
Saadet Giray, aliat amb els cosacs del Don i altre cop als nogais retornà a Crimea el 1586. El kan va enviar un exèrcit contra ell i en la batalla va morir Mubarak, germà de Saadet, i diversos caps nogais. Saadet es va establir definitivament amb els nogais i el seu germà Murad se'n va anar a Rússia i el tsar el va enviar a Astracan com un príncep sobirà cerimonial.